# Gerald Walter Robert Templer
Gerald Walter Robert Templer, né le 11 septembre 1898 et mort le 25 octobre 1979, est un officier supérieur britannique.
Né à Colchester et éduqué à « Wellington College (en) » dans le Berkshire, Templer devient officier dans le régiment de son père, le Royal Irish Fusiliers en 1916 et combat dans ses rangs pendant la Première Guerre mondiale.
Gerald Templer est surtout connu pour avoir maté l'insurrection communiste en Malaisie entre 1952 et 1954 - « la jungle a été neutralisée » déclare-t-il dans un article du Time Magazine en 1952. Templer assume par la suite les fonctions de Chief of the Imperial General Staff - chef de l'État-major général impérial - de 1955 à 1958 et est fait Field Marshal. Il passe les dernières années de sa vie à travailler au projet de création du National Army Museum à Londres.

## Seconde Guerre mondiale

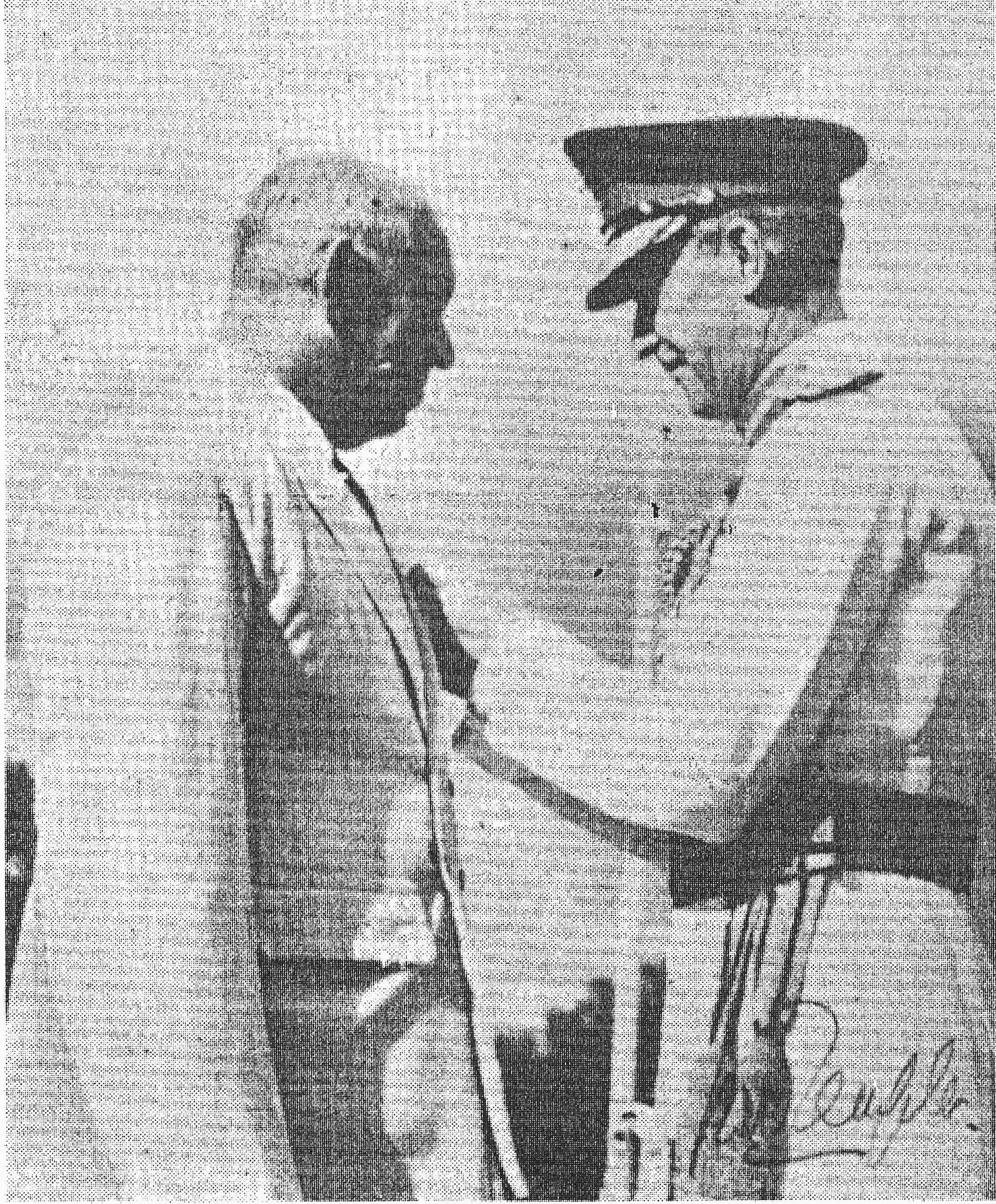
Sir Gerald Walter Robert Templer (à droite sur la photo), ancien haut-commissaire britannique de Malaisie, est le fervent promoteur du projet du National Army Museum qu'il finance pour une large part sur ses fonds personnels. Il remet ici l'insigne de Member of the British Empire à M. Edwin Wijeyeratne.

Au début de la Seconde Guerre mondiale, il est lieutenant-colonel des renseignements militaires, servant à l'État-major de la British Expeditionary Force. Après l'opération Dynamo, il supervise la levée du 9th Royal Sussex Regiment (en) et commande une brigade sous les ordres de Montgomery au sein d'une Home Service division.
En 1942, il prend le commandement de la 47th Infantry Division (47e Division d'Infanterie) en qualité de major-général, commandant peu après le IIe Corps en tant que plus jeune lieutenant-général. En 1943, il demande un commandement au front et, rétrogradé au rang de major-général, est affecté au commandement de la 1st Infantry Division en Afrique du nord avant de prendre celui de la 56th Infantry Division pendant la campagne d'Italie.
Il commande brièvement la 6th Armoured Division (en) avant d'être grièvement blessé par une mine à la mi-1944 et passe le reste de la guerre en tant qu'officier de renseignements au Quartier-général du 21e groupe d'armées, assurant également un moment la direction de la branche allemande du Special Operations Executive.
Il est directeur du Conseil de contrôle allié de l'Allemagne occupée après la guerre, attirant pour la première fois l'attention publique en démettant le maire de Cologne, Konrad Adenauer, en l'accusant de « paresse et d'inefficacité ».
Templer est nommé directeur du renseignement militaire au War Office en 1946, Vice Chief of the Imperial General Staff en 1948 et General Officer Commanding de l'Eastern Command en 1950.

## «High Commissioner of Malaya»
Winston Churchill le nomme alors High Commissioner in Malaya - « Haut-commissaire pour la Malaisie britannique » - en janvier 1952 pour faire face à l'insurrection fomentée par divers mouvements subversifs, essentiellement communistes.
Travaillant en étroite collaboration avec Robert Thompson (en), secrétaire permanent à la Défense pour la Malaisie, les tactiques qu'il met en œuvre contre la guérilla communiste seront tenues pour des références en matière de lutte anti-insurrectionnelle.
Templer déclara ainsi que « la réponse (au soulèvement) ne réside pas dans l'envoi supplémentaire de troupes dans la jungle mais dans le cœur et l'esprit du peuple ». Il demanda que les nouveaux villages nouvellement construits, où les Malais d'origine chinoise avaient été réinstallés loin de la jungle et donc hors de portée et de l'influence de la guérilla, soient agréables à vivre. Pour gagner plus encore le cœur et les esprits des non-Malais qui constituaient le support principal de la subversion communiste, il lutta pour obtenir la citoyenneté malaise pour plus de 2,6 millions d'expatriés dont plus d'un million de Chinois. Templer lutta aussi pour plus d'égalité politique et sociale pour tous les Malais, prenant ainsi le contre-pied de l'idéologie Ketuanan Melayu qui marqua la période qui suivit l'indépendance. Il institue aussi un système de récompenses pour les rebelles qui se rendent et ceux qui les incitent à le faire.
Il instaure également de stricts couvre-feux et un contrôle étroit de l'approvisionnement en nourriture pour obtenir le ralliement des zones rebelles et en chasser la guérilla, les cultures implantées par les communistes pour contrer la mesure étant traitées aux herbicides mais les restrictions étant levées dans les « zones blanches » débarrassées de celle-ci
Sur le plan militaire, Templer concentre ses efforts sur le renseignement. Quand il quitta la Malaisie en 1954, la situation avait grandement été améliorée même si les rebelles restaient toujours une menace, Templer lui-même démentant que la situation n'ait été stabilisée en déclarant : « j'abattrai le bâtard qui dira que cette crise est terminée ». Le gouvernement malais ne lèvera finalement l'état d'urgence qu'en 1960.

## Distinctions et memorabilia
- Templer dirige le mouvement scout de la fédération de Malaisie pendant les années 1950 et le gouvernement malais l'honore du titre de « Tun »[note 1]. En 1979, il est l'un des rares membres honoraires  du Boodle's (en) Club de St. James's (Londres).
- Le hall principal du « Maktab Tentera DiRaja (en) », le Collège militaire royal de Sungai Besi (en) à Kuala Lumpur, a été nommé « Dewan Tun Templer » - « Hall du Tun Templer  ».  Une route du Petaling Jaya en Malaisie est appelée « Jalan Templer  » - la « Route Templer » - ainsi qu'un parc public - le « Templer's Park » - dans la ville de Rawang.
- Le Centre d'études sur la Première Guerre mondiale de l'Université de Birmingham crée la « Templer Medal » en 1982 pour saluer la carrière et l'œuvre de Sir Gerald Templer et sa présidence de la « Society for Army Historical Research (en) » entre 1965 et 1979.